# Гительзон, Иосиф Исаевич
Ио́сиф Иса́евич Гительзо́н (6 июля 1928, Самара, РСФСР, СССР — 25 сентября 2022, Москва) — советский и российский биофизик. Кандидат биологических наук (1955), доктор медицинских наук (1961), профессор, член-корреспондент АН СССР (1979), академик АН СССР (1990), академик РАН (1991). Советник РАН в Институте биофизики СО РАН. Научный руководитель Института фундаментальной биологии и биотехнологии Сибирского федерального университета. Член Комиссии РАН по борьбе с лженаукой и фальсификацией научных исследований. Член Международной академии астронавтики. Почётный гражданин Красноярского края (2013) и города Красноярска (2009).

## Биография
Родился 6 июля 1928 года в Самаре в семье дерматовенеролога, доктора медицинских наук Исая Исааковича Гительзона (1896—1965), уроженца местечка Глубокое Виленской губернии, профессора и заведующего кафедрой кожных болезней Красноярского медицинского института, и врача-лаборанта Веры Иосифовны Краснопольской (1901—1983), уроженки Самары.
В 1949 году совместно с И. А. Терсковым организовал в Красноярске исследования в области биофизики.
В 1951 году заочно окончил биологический факультет МГУ имени М. В. Ломоносова.
В 1952 году окончил лечебный факультет Красноярского медицинского института.
В 1952—1953 годах — врач-гематолог Красноярской станции переливания крови.
В 1953—1957 — ассистент, доцент Красноярского сельскохозяйственного института.
В 1955 году защитил диссертацию на соискание учёной степени кандидата биологических наук по теме: «Исследование крови методом объективной спектрофотометрии».
В 1957—1961 годах — старший научный сотрудник лаборатории биофизики Института физики СО АН СССР, Красноярск.
B 1961 году защитил диссертацию на соискание учёной степени доктора медицинских наук по теме: «Состав красной крови в норме и патологии (исследование методом фотоэлектрических эритрограмм)».
В 1961—1981 годах — заведующий лабораторией фотобиологии Института физики им. Л. В. Киренского СО АН СССР.
В 1965—2006 годах — профессор, заведующий кафедрой физиологии и биохимии человека и животных Красноярского государственного университета. С 2006 — профессор Сибирского федерального университета.
В 1981—1991 годах — заведующий лабораторией фотобиологии, а в 1984—1996 годах — директор Института биофизики СО АН СССР/Института биофизики СО РАН. С 1996 — советник РАН в Институте биофизики СО РАН.
В 1996—1998 — приглашённый исследователь в Ames Research Center, NASA.
Скончался 25 сентября 2022 года в Москве. Похоронен в Красноярске на Троицком кладбище.

## Семья
- Первая жена — Ирина Александровна Носова (1928), зоолог.
  - Дочь — Ольга Иосифовна Носова (1952), искусствовед, преподаватель.
- Вторая жена — Вера Георгиевна Леонова (1931—2021), врач-педиатр, доцент Красноярского медицинского университета.
  - Дочь — Ирина Иосифовна Барон (1954), врач-кардиолог, доцент Красноярского медицинского университета.
  - Дочь[11] — Елена Иосифовна Гительзон (Яхнина) (1958—2013), врач-гематолог, Гематологический научный центр, Москва; Fox Chase Cancer Center, Philadelphia.
  - Сын[12] — Георгий Иосифович Гительзон (1963), биохимик, заведующий Учебным центром молекулярной биологии Института белка РАН.

## Научная деятельность
Основные труды по регуляции системы крови, биолюминесценции, созданию замкнутых экосистем, включающих человека. Руководитель проекта БИОС-3.
- 1951—1970 — В области экспериментальной гематологии разработал методы спектрофотометрического анализа популяций эритроцитов в норме и патологии. Выдвинул общую теорию трёхступенчатого механизма гемолиза, описал закономерности распределения популяций эритроцитов по устойчивости в зависимости от их возраста, интенсивности производства и разрушения. Предложил математическое описание количественных закономерностей при нормальном эритропоэзе и в случае кровопотери.
- 1960—1985 — Разработка биофизических приборов и методов инструментального исследования больших водных экосистем. Конструирование аппарата для измерения биолюминесценции морских экосистем — глубоководного батифотометра. Принимая участие в серии океанографических экспедиций в Тихом, Атлантическом, Индийском и Северном Ледовитом океанах в 1960—1980-х годах, описал основные закономерности биолюминесценции как общеокеанического явления и его распределение в Мировом океане по отношению к структуре и продуктивности морских экосистем.
- 1961—1998 — Развитие представления о биосферике — разделе экологии, изучение и создание замкнутых экосистем. Разработка и создание комплекса «БИОС» — экспериментальной замкнутой экологической системы жизнеобеспечения человека, проведение долгосрочных экспериментов в ней. Впервые была экспериментально показана возможность создания стабильной управляемой замкнутой экосистемы для человек на основе непрерывного культивирования микроорганизмов и высших растений. Целью таких систем является поддержка человеческой жизни в космосе, для улучшения среды обитания в неблагоприятных условиях Земли: в Арктике и Антарктике, под водой, под землей, в высокогорье, пустынях, а также в условиях загрязненной окружающей среды.
- 1995—1998 — Разработка проекта «Bioalarm», направленного на мониторинг «здоровья» морских экосистем, раннее предупреждение об аномалиях, возникающих в связи с антропогенными и природными факторами.

Информация с официального сайта Сибирского федерального университета:

Врач и биолог по образованию, И. И. Гительзон известный и признанный специалист в области биофизики. Его разносторонние работы по биофизическим методам анализа эритроцитарных популяций и регуляции системы крови, параметрическому управлению биосинтезом микробных популяций и замкнутым экологическим системам жизнеобеспечения человека, биофизическому мониторингу природной среды и методам биолюминесцентного анализа широко известны в России и за её пределами. И. И. Гительзон вместе с академиком Иваном Александровичем Терсковым являются основателями Института биофизики СО РАН в Красноярске. Они создали новое направление в биофизике надорганизменных систем, обосновавшее возможность интегрального подхода к диагностике состояния экологических систем различного уровня организации и сложности. Под его руководством выполнены экспедиционные исследования биологической светимости Мирового океана. По инициативе И. И. Гительзона разработаны большие научно-социальные проекты — «Экология величайших рек мира» («Чистый Енисей»), программа «Хлорофилл в биосфере» («Зеленая волна»), поддержанные ЮНЕСКО, Российской академией наук и Национальной астронавтической федерацией США, Российским Фондом Фундаментальных исследований и др.
И. И. Гительзон вёл большую педагогическую работу, являлся одним из основателей Красноярского государственного университета; подготовил десятки докторов и кандидатов наук. Его регулярно приглашали читать лекции в университетах Европы, Америки, Японии. В последние годы жизни И. И. Гительзон был научным руководителем Института фундаментальной биологии и биотехнологии Сибирского федерального университета и Научно-образовательного центра «Енисей».
И. И. Гительзон широко известен международному научному сообществу как исследователь и организатор науки, постоянный участник конгрессов МАФ, КОСПАР; избирался действительным членом Международной Академии Астронавтики, членом редакционных советов ряда международных изданий; вёл большую научно-общественную работу, будучи членом Объединённого Ученого совета по биологическим наукам СО РАН, ряда научных советов Российской академии наук.
— История института фундаментальной биологии и биотехнологии СФУ
Видеоматериалы:
Интервью с И. И. Гительзоном, записанное в октябре 2015 года во время 66-го Международного астронавтического конгресса в Иерусалиме:
https://adocs.de/de/file/interview-josef-i-gitelson
Доклад И. И. Гительзона «Биофизика для экологии» при вручении Большой золотой медали имени М. В. Ломоносова, 24 апреля 2019 года (с 44-й минуты записи в первой рамке трансляции):
https://scientificrussia.ru/articles/obshchee-sobranie-ran-den-vtoroj-pryamaya-translyatsiya

## Награды
- Орден Трудового Красного Знамени (1975)[9]
- Орден Дружбы народов (1982)[9]
- Орден «Знак Почёта» (1988)[9]
- Орден «За заслуги перед Отечеством» IV степени (1999) — за большой вклад в развитие отечественной науки, подготовку высококвалифицированных кадров и в связи с 275-летием Российской академии наук[14][9]
- Большая золотая медаль РАН имени М. В. Ломоносова (2018) — за обоснование и развитие экологического направления биофизики, достигшего ряда выдающихся фундаментальных и практических результатов, в частности, в морских и лабораторных исследованиях биолюминесценции[15]
- Почётный гражданин Красноярского края (2013)[9]
- Почётный гражданин Красноярска (2009)[9].

## Научные труды

### Монографии
1. И. И. Гительзон, И. А. Терсков. Эритрограммы как метод клинического исследования крови. Красноярск : Издательство Сибирского отделения Академии наук СССР, 1959. — 247 с.
2. Гительзон И. И., Чумакова Р. И., Филимонов B.C., Левин Л. А., Дегтярёв В. И., Утюшев Р. Н., Шевырногов А. П. Биолюминесценция в море. М.: Наука, 1969. — 184 с.
3. Чумакова P. И., Гительзон И. И. Светящиеся бактерии. М.: Наука,1975. — 108 с.
4. И. И. Гительзон. Живой свет океана. М.: Наука, 1976. — 120 с.
5. И. И. Гительзон, В. П. Нефедов, В. А. Самойлов. Культура изолированных органов. АН СССР, Науч. совет по комплексным проблемам физиологии человека и животных. — Ленинград: Наука, 1977. — 196 с.
6. И. И. Гительзон, Н. С. Мануковский, И. М. Панькова и др. Микробиологические проблемы замкнутых экологических систем / Отв. ред. И. А. Терсков. — Новосибирск : Наука. 1981. — 197 с.
7. М. Е. Виноградов, И. И. Гительзон, Л. А. Левин и др. Современные методы количественной оценки распределения морского планктона / Отв. ред. М. Е. Виноградов. — М.: Наука, 1983. — 279 с.
8. И. И. Гительзон, Э. К. Родичева, С. Е. Медведева и др. Светящиеся бактерии / Отв. ред. Е. Н. Кондратьева. — Новосибирск : Наука. 1984. — 278 с.
9. И. И. Гительзон, Л. А. Левин, Р. Н. Утюшев и др. Биолюминесценция в океане. — СПб. : Гидрометеоиздат, 1992. — 282 с. ISBN 5-286-00408-3
10. Экологическая биофизика: Учебное пособие в 3 т. / Под ред. И. И. Гительзона и Н. С. Печуркина. — М.: Логос, 2002
11. Gitelson, I. I.; Lisovsky, G. M.; and MacElroy, R. D. (2003). Manmade Closed Ecological Systems. Taylor & Francis. ISBN 0-415-29998-5

### Статьи
1. И. И. Гительзон, С. И. Барцев, В. В. Межевикин, В. А. Охонин. Дальний космос: люди или автоматы? Вестник Российской академии наук том 70, № 7, с. 611—620 (2000)
2. Kirensky LV, Gitelson II, Terskov IA, Kovrov BG, Lisovsky GM, Okladnikov YN. Theoretical and experimental decisions in the creation of an artificial ecosystem for human life support in space. Life Sci Space Res. 1971;9:75-80. PMID 12206189
3. I.I. Gitelson, I.A. Terskov, B.G. Kovrov, G.M. Lisovskii, Yu.N. Okladnikov, F.Ya. Sid’ko, I.N. Trubachev, M.P. Shilenko, S.S. Alekseev, I.M. Pan’kova, L.S. Tirranen. Long-term experiments on man’s stay in biological life-support system. Adv Space Res. 1989;9(8):65-71
4. Gitelson JI. Biological life-support systems for Mars mission. Adv Space Res. 1992;12(5):167-92. PMID 11537063
5. Gitelson JI, Okladnikov YuN. Man as a component of a closed ecological life support system. Life Support Biosph Sci. 1994 Summer;1(2):73-81. PMID 11538717
6. V. Blüm, J.I. Gitelson, G. Horneck, K. Kreuzberg. Opportunities and constraints of closed man-made ecological systems on the moon. Adv Space Res. 1994;14(6):271—280
7. Gitelson JI, Blüm V, Grigoriev AI, Lisovsky GM, Manukovsky NS, Sinyak YuE, Ushakova SA. Biological-physical-chemical aspects of a human life support system for a lunar base. Acta Astronaut. 1995 Oct;37:385-94. PMID 11541109
8. Gitelson JI, Okladnikov YuN. Consistency of gas exchange of man and plants in closed ecological system: lines of attack on the problem. Adv Space Res. 1996;18(1-2):205-10. PMID 11538965
9. Bartsev SI, Gitelson JI, Lisovsky GM, Mezhevikin VV, Okhonin VA. Perspectives of different type biological life support systems (BLSS) usage in space missions. Acta Astronaut. 1996 Oct;39(8):617-22. PMID 11540782
10. Salisbury FB, Gitelson JI, Lisovsky GM. Bios-3: Siberian experiments in bioregenerative life support. Bioscience. 1997 Oct;47(9):575-85. PMID 11540303
11. Gitelson JI, Tirranen LS, Borodina EV, Rygalov VYe. Impaired growth of plants cultivated in a closed system: possible reasons. Adv Space Res. 1997;20(10):1927-30. PMID 11542571
12. Gitelson JI, Bartsev SI, Mezhevikin VV, Okhonin VA. An alternative approach to solar system exploration providing safety of human mission to Mars. Adv Space Res. 2003;31(1):17-24. PMID 12577896
13. Gitelson I.I., Degermendzhy A.G., Rodicheva E.K. Self-restoration as fundamental property of CES providing their sustainability. Adv Space Res. 2003;31(7):1641—48
14. Gitelson I.I., Tikhomirov A.A., Parshina O.V., Ushakova S.A., Kalacheva G.S. Volatile metabolites of higher plants crops as a photosynthesizing life support systems component under temperature stress at different light intensities. Adv Space Res. 2003;31(7):1781—86

## Изображения И. И. Гительзона изфотоархива Института физики им. Л. В. Киренского СО РАН

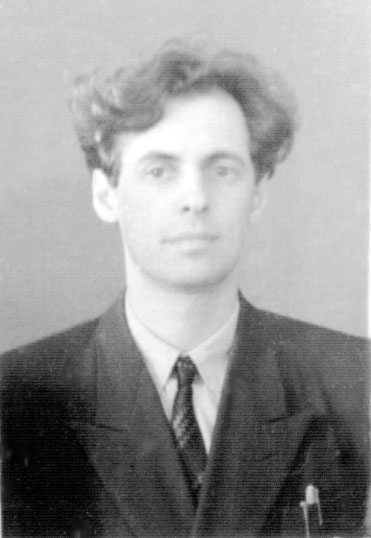
Гительзон Иосиф Исаевич — старший научный сотрудник лаборатории биофизики Института физики СО АН СССР, фото 1959 г.
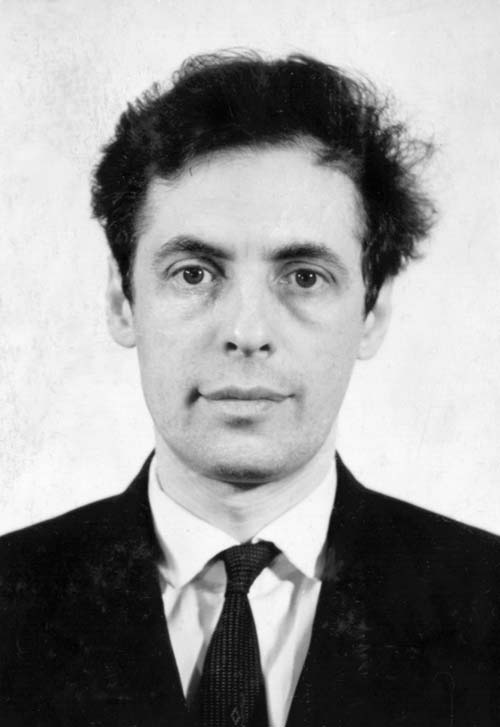
Гительзон Иосиф Исаевич , фото 1969 г. В этом году Иосиф Исаевич избран в члены-корреспонденты Международной астронавтической федерации (МАФ).
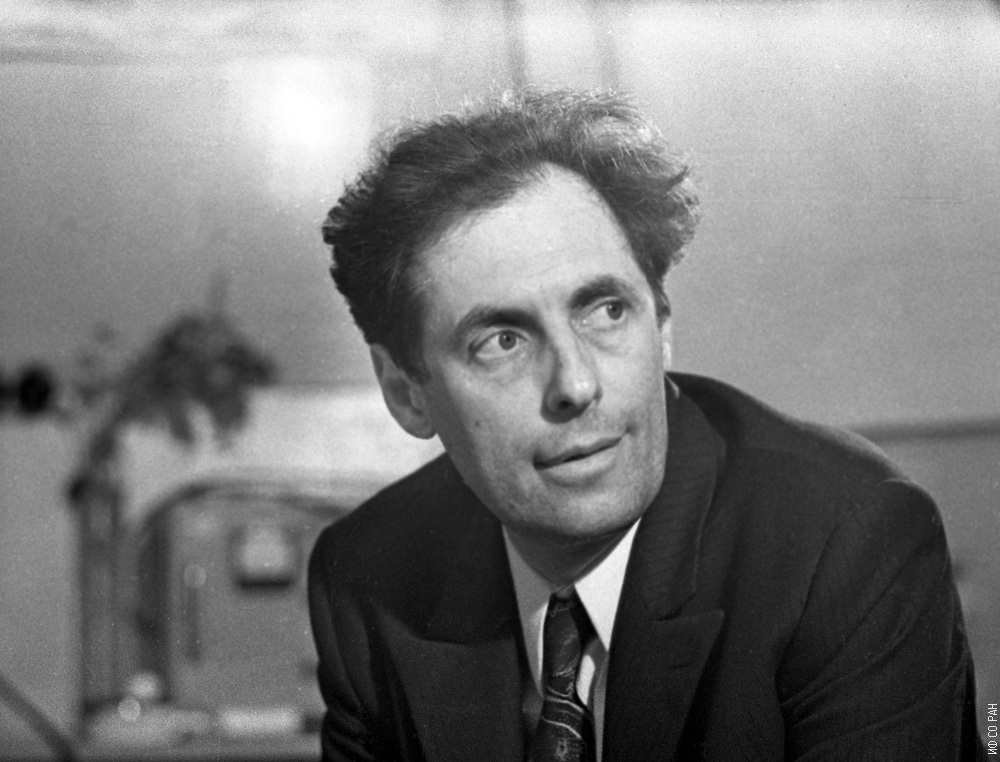
Гительзон И.И., один из руководителей эксперимента в «БИОС-3», в ходе которого экипаж из трёх человек был полностью обеспечен кислородом и водой и на 30% пищевыми веществами за счёт интенсивного биосинтеза специального набора зерновых и овощных культур, эксперимент проходил в 1973 году. Фото сделано в день окончания эксперимента.